# Tercera FEB
La Tercera FEB, coneguda fins l'estiu de 2024 com Lliga EBA (Lliga Espanyola de Bàsquet Aficionat), és una competició de bàsquet organitzada per la Federació Espanyola de Bàsquet.
Es tracta de la quarta lliga en importància de les que es disputen a Espanya, després de la Lliga ACB, la Primera FEB i la Segona FEB. No obstant la Lliga EBA va ser durant dos anys (1994-1996) el segon graó del bàsquet espanyol després de l'ACB, abans de la creació de les Lligues LEB. Per sota d'aquesta competició, els equips catalans competeixen a la Super Copa.
La lliga EBA es disputava simultàniament en 5 grups (A, B, C, D i E) on s'integren els equips per proximitat geogràfica cobrint tot el territori espanyol. Tradicionalment els equips catalans, aragonesos i balears competeixen al grup C, que sovint es subdivideix en dues lligues.
L'estiu de 2024 es va aprovar un canvi de nomenclatura per a les competicions organitzades per la federació espanyola, passant de Lliga EBA a l'actual Tercera FEB.

## Palmarès Conferència C
CB Santfeliuenc: 2 (2010-2011, 2011-2012)
CB Tarragona: 2 (2012-2013, 2018-2019)
CB Hospitalet: 2 (2003-2004, 2015-2016)
CB Navàs: 2 (2006-2007, 2024-2025)
CB Prat: 2 (2002-2003, 2004-2005)
CB Muro: 1 (2005-2006)
CB Valls: 1 (2007-2008)
CB Olesa: 1 (2008-2009)
Platges de Mataró: 1 (2009-2010)
Sabadell Sant Nicolau: 1 (2013-2014)
AE Collblanc: 1 (2014-2015)
CB Martorell: 1 (2016-2017)
CB Menorca: 1 (2017-2018)
CB Mollet: 1 (2020-2021)
FC Barcelona 'B': 1 (2021-2022)
Basket Mallorca: 1 (2022-2023)
Bisbal Bàsquet: 1 (2023-2024)